# کامگس
کامگس (انگلیسی: Comgás) شرکت توزیع گاز برزیلی است، که در سال ۱۸۷۲ تأسیس شد.